# Obere Burg Wartenberg (Geisingen)
Die Obere Burg Wartenberg, auch Alt-Wartenberg und Obere Burg, genannt, ist eine abgegangene Hangburg auf 810 m ü. NHN am Hang wenig westlich und unterhalb des Gipfels des Wartenbergs im Gemeindegebiet der Stadt Geisingen im Landkreis Tuttlingen in Baden-Württemberg.
Die Burg wurde von den Herren von Wartenberg um 1138 erbaut und 1299 erwähnt. Als weitere Besitzer werden die Herren von Fürstenberg genannt. 1459 fanden auf der Burganlage Um- und Ausbauten statt. Die Burg wurde im Bauernkrieg zerstört und 1780 abgetragen. Von der ehemaligen Burganlage sind noch Reste des Wohnturms erhalten. Der Bergfried hatte eine Grundfläche von 13,4 mal 21,8 Meter.